# Sèrum tamponat amb tris
El sèrum tamponat amb tris, en anglès Tris-Buffered saline (abreujat TBS), és un tampó emprat en algunes tècniques bioquímiques per mantenir el pH dins d'un interval relativament estret. El tris (amb HCl) té una capacitat lleugera de tamponar el pH alcalí en el rang de 7-9.2. El pKa del tris a 25 °C és de 8.06. El pKa disminueix aproximadament unes 0.03 unitats per grau Celsius d'augment de la temperatura. Això pot conduir a canvis importants en el pH quan hi ha canvis sobtats en la temperatura de la solució.

## Aplicacions
El TBS té molts usos perquè és isotonic i no és tòxic. Pot ser emprat per diluir substàncies i es poden fer servir additius per afegir funcions. El TBS és sovint utilitzat en immuno-blotting tant per a la rentada de membrana com per a la dilució de l'anticòs.

## Continguts
El següent és una recepta de mostra per TBS:
- 50 mM Tris
- 150 mM NaCl

Ajusteu el pH amb HCl a 7.6.
Noteu que concentració de tris i NaCl així com el pH pot variar, i la solució resultant encara seria referida com TBS. La concentració de tris (que aporta capacitat tamponadora) pot variar de 10 a 100 mM. Mentre el TBS s'usa per a emular condicions fisiològiques, el valor de pH és lleugerament alcalí, variant de 7.4 a 8.0. El NaCl aporta el caràcter isotònic (majoritàriament s'usen 150 mM de NaCl, que correspon a condicions fisiològiques: 0.9% NaCl) o hipertònic (500mM NaCl) quant a la concentració de sal. Addicionalment es pot afegir polisorbat 20 per tal d'utilitzar-lo tan com a solució de rentat en immunoassajos o per blocar. (TTBS o TBST)